# Notre-Dame des Neiges (Arnad)

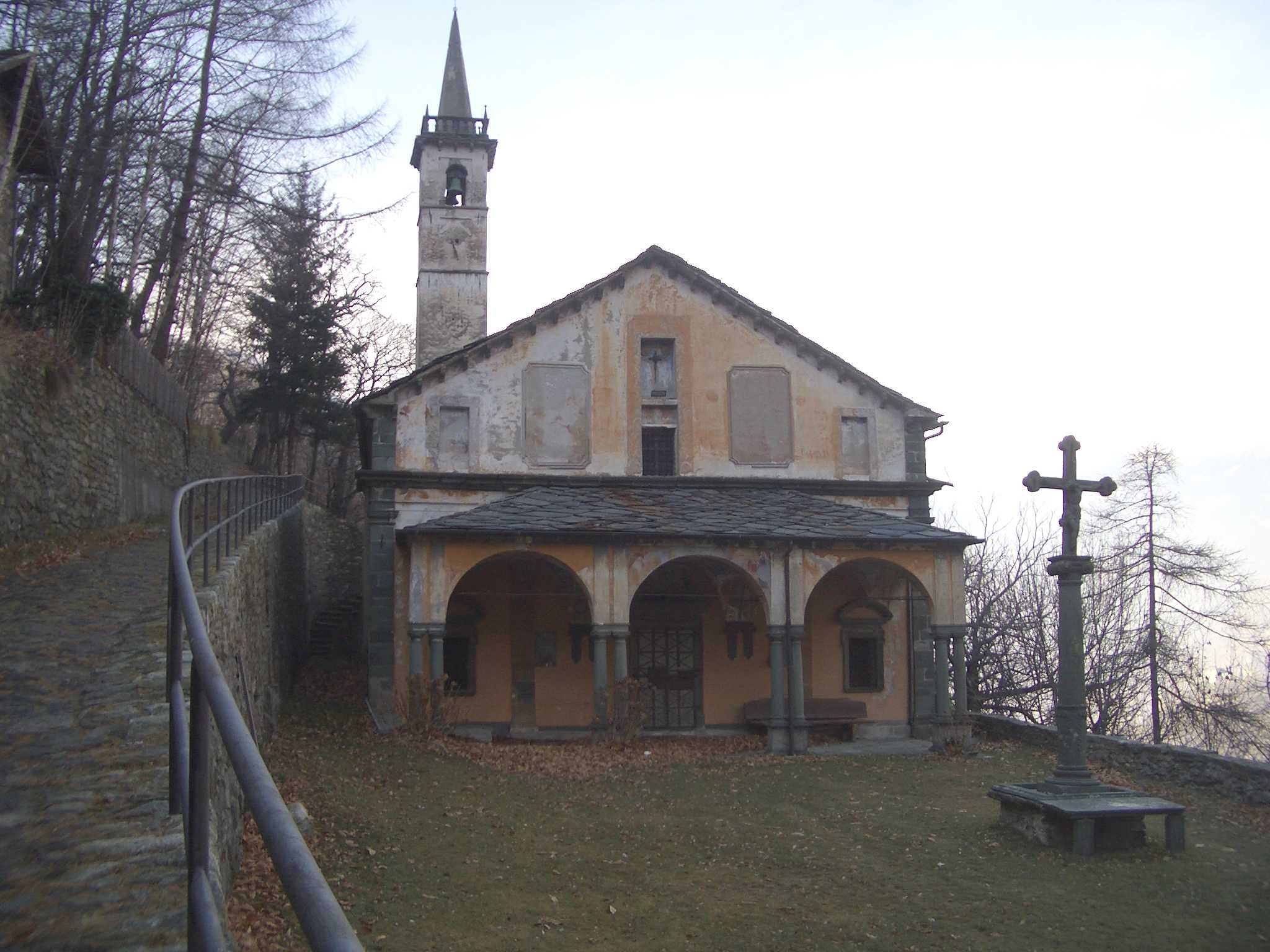
Notre-Dame des Neiges in Machaby

Die Kirche Notre-Dame des Neiges (deutsch: Maria-Schnee-Kirche; französisch Sanctuaire Notre-Dame-des-Neiges) von Machaby ist eine barocke römisch-katholische Wallfahrtskirche in Arnad im Aostatal. Sie ist dem Patrozinium Maria Schnee geweiht.

## Geschichte
Die Kirche steht auf einem Bergvorsprung in der Nähe des Weilers Machaby zwei Kilometer südöstlich von Arnad. Eine Kapelle an dieser Stelle ist schon im Jahr 1503 bezeugt. 1687 wurde sie vergrößert und erhielt ein neues Portal. 1689 entstanden zusätzlich die Seitenschiffe und die Sakristei, der schlanke Glockenturm stammt aus dem Jahr 1723, die Vorhalle von 1735.
Die Kuppel trägt Fresken, die von den Schweizer Kunstmalern Alessandro, Augusto und Antonio Artari aus Arogno ausgeführt wurden. An den Innenwänden sind zahlreiche Ex-voto-Tafeln aufgehängt.
Die Kirche besitzt drei Altäre. In einer Nische des Hauptaltars stand früher eine Muttergottesstatue aus Holz, die sich jetzt in der Pfarrkirche von Arnad befindet.  Laut lokaler Überlieferung sollen Bauern aus Arnad im Mittelalter in einem Gebüsch bei Machaby die Marienstatue gefunden haben, und daraufhin sei am Fundort die erste Wallfahrtskapelle an diesem Ort gebaut worden. Alljährlich findet am 5. August die Jahrzeitfeier Maria Schnee statt.
Auf dem Vorplatz bei der Kirche stehen ein Steinkreuz und Statuen des heiligen Hieronymus und des Aostataler Landespatrons Gratus von Aosta.